# Регетовка
Регетовка (словац. Regetovka) — село и одноимённая община в районе Бардеёв Прешовского края Словакии. В письменных источниках начинает упоминаться с 1597 года.

## География
Село расположено в северной части края, вблизи государственной границы с Польшей, при автодороге 3506. Абсолютная высота — 471 метр над уровнем моря. Площадь муниципалитета составляет 7,12 км².

## Население
| Год:                | 1994 | 2004     | 2014     | 2024     |
| ------------------- | ---- | -------- | -------- | -------- |
| Количество человек: | 22   | 18       | 30       | 52       |
| Разница:            |      | −18,18 % | +66,66 % | +73,33 % |

По данным последней официальной переписи 2011 года, численность населения Регетовки составляла 28 человек.